# 宮崎誠司
宮崎 誠司（みやざき せいじ）は、日本のプロデューサー・製作者。株式会社ドリコムの執行役員 出版・映像事業本部長。
元SBクリエイティブ（ソフトバンクグループ）、NBCユニバーサル・エンターテインメントジャパンのプロデューサー。埼玉県出身。

## 概要
ソフトバンクグループの出版事業部門（現在のSBクリエイティブ）のライトノベルレーベルGA文庫編集部のライツ部門のプロデューサーとして様々な作品のメディアミックス・宣伝プロデュースを担当していた。
レーベルのアニメ作品に多数クレジットされており、スクウェア・エニックスガンガンONLINEとの協業であるコミックレーベル『ガンガンGA』、WEB番組『ガンガンGAちゃんねる』や声優ラジオ、レーベルイベントの仕掛人と言われている。
2021年7月にTwitterで退職報告後、株式会社ドリコムに入社。DREノベルス、DREコミックス、DRE STUDIOS（Webtoon）、DRE PICTURES（アニメ）などを領域とする出版・映像事業を立ち上げている。同時期にGA文庫編集部から複数の退職者が確認されており、DREノベルス編集長の小原豪もその一人。
一時期はNBCユニバーサル・エンターテインメントジャパンのアニメプロデューサーとしての動きも見られた。

## 人物
メディアミックスと協業を主軸とした作品の育成を得意とし、編集者の片腕として多数のヒット作品に関わってきている。
作品の最大化のために作家と編集者と一緒に初期から動くことを大事にしているとメディアで語っている。.

## 作品一覧

### テレビアニメ
- 2012年 這いよれ! ニャル子さん (プロデューサー)
- 2012年 織田信奈の野望 (プロデューサー)
- 2013年 這いよれ! ニャル子さんW (プロデューサー)
- 2013年 俺の彼女と幼なじみが修羅場すぎる (エグゼクティブプロデューサー)
- 2014年 異能バトルは日常系のなかで (企画協力)
- 2014年 のうりん (企画協力)
- 2015年 落第騎士の英雄譚 (企画協力)
- 2015年 ダンジョンに出会いを求めるのは間違っているだろうか (プロデューサー)
- 2015年 聖剣使いの禁呪詠唱 (プロデューサー)
- 2016年 ハンドレッド (企画協力)
- 2016年 最弱無敗の神装機竜 (プロデューサー)
- 2017年 ソード・オラトリア ダンジョンに出会いを求めるのは間違っているだろうか外伝 (プロデューサー)
- 2018年 ゴブリンスレイヤー (チーフプロデューサー)
- 2018年 りゅうおうのおしごと! (チーフプロデューサー)
- 2019年 超人高校生たちは異世界でも余裕で生き抜くようです! (プロデュース)
- 2019年 ダンジョンに出会いを求めるのは間違っているだろうかII (チーフプロデューサー)
- 2020年 魔女の旅々 (製作)
- 2020年 ダンジョンに出会いを求めるのは間違っているだろうかIII (チーフプロデューサー)
- 2021年 スライム倒して300年、知らないうちにレベルMAXになってました (製作)
- 2021年 たとえばラストダンジョン前の村の少年が序盤の街で暮らすような物語 (プロデュース)
- 2022年 失格紋の最強賢者 (プロデュース)
- 2022年 天才王子の赤字国家再生術 (チーフプロデューサー)
- 2022年 処刑少女の生きる道(企画協力)
- 2023年 お隣の天使様にいつの間にか駄目人間にされていた件(企画協力)
- 2023年 ひきこまり吸血姫の悶々 (企画協力)

### OVA
- 2015年這いよれ! ニャル子さんF (プロデューサー)
- 2018年ダンジョンに出会いを求めるのは間違っているだろうか ダンジョンに温泉を求めるのは間違っているだろうか (プロデューサー)
- 2020年ダンジョンに出会いを求めるのは間違っているだろうか II 無人島に薬草を求めるのは間違っているだろうか (チーフプロデューサー)
- 2021年ダンジョンに出会いを求めるのは間違っているだろうか III オラリオに温泉を求めるのは間違っているだろうか 〜おふろの神様フォーエバー〜 (チーフプロデューサー)

### アニメ映画
- 2019年劇場版 ダンジョンに出会いを求めるのは間違っているだろうか -オリオンの矢- (チーフプロデューサー)
- 2020年ゴブリンスレイヤー -GOBLIN'S CROWN- (チーフプロデューサー)

## 番組

### ラジオ
- 寝起きにポテトチップス（プロデューサー）
- 大坪由香のツボンジュ～ル☆（プロデューサー）
- ガンガンGAちゃんねる（プロデューサー）
- 大森日雅のおやすみマーメイド（プロデューサー）
- ちゃんゆいとちゃんりなのちゃんラジ‼（プロデューサー）